# Погорелова, Людмила Николаевна
Людми́ла Никола́евна Погоре́лова (род. 4 мая 1959, Киев) — советская и российская актриса театра и кино, заслуженная артистка Российской Федерации (2002).

## Биография
Родилась 4 мая 1959 года в Киеве.
В 1980 году, по окончании Киевского государственного театрального института им. Карпенко-Карого (мастерская М. Ю. Резниковича) начала работать в Киевском театре русской драмы им. Леси Украинки, где через несколько лет произошло её знакомство с режиссёром Романом Виктюком. Участвовала во всех трёх спектаклях Виктюка в Киеве.
В 1991 году уехала в Москву и продолжила работу в труппе театра Виктюка.
В составе Театра Романа Виктюка обширно гастролирует по России, Израилю, Америке, странам Европы, и Южной Америки.
На начало 2024 года является ведущей артисткой театра.

## Роли в театрах и кино

### Роли в театре русской драмы им. Леси Украинки
- 1980 — «Пять дней в июле» («Тыл») — Н. Зарудный — режиссер — М. Резникович
- 1982 — «Игрок» — Ф. Достоевский — Полина, режиссер — М. Резникович
- «Уроки музыки» — Л. Петрушевская — Нина, режиссер — Роман Виктюк
- 1987 — «Священные чудовища» — Ж. Кокто — Лиан, режиссёр — Роман Виктюк
- 1990 — «Савва» — Л. Андреев — Олимпиада, режиссер — В. Петров
- 1992 — «Дама без камелий» — Т. Реттиген — Хэтти, режиссёр — Роман Виктюк

### Роли в театре Романа Виктюка
- 1990 — «М. Баттерфляй» — Д. Г. Хуан — Хольга, Рени (архив)
- 1992 — «Лолита» — Э. Олби — Лолита (архив)
- 1994 — «Полонез Огинского» — Н. Коляда — Мила (архив)
- 1995 — «Любовь с придурком» — В. Франчески — Марианна (архив)
- 1996 — «Философия в будуаре» — Маркиз де Сад — Мадам де Мистеваль (архив)
- 1998 — «Саломея» — О. Уайльд — Леди Уайльд, Иродиада
- 1999 — «Пробуждение весны» — Ф. Ведекинд — Г-жа Габор, г-жа Бергман и Ильзе (архив)
- 2000 — «Заводной апельсин» — Э. Бёрджесс — Доктор Браном (архив)
- 2001 — «Мастер и Маргарита» — М. Булгаков — Гелла
- 2002 — «Кармен» — Л. Улицкая — Габриела (архив)
- 2002 — «Давай займемся сексом» — В. Красногоров — Медсестра
- 2003 — «Мою жену зовут Морис» — Р. Шарт — Марьон (архив)
- 2004 — «Нездешний сад. Рудольф Нуреев» — А. Абдуллин — Мать, Марта Грэм
- 2005 — «Последняя любовь Дон Жуана» — Э. Шмитт — Герцогиня де Вобрикурт
- 2007 — «Кот в сапогах» — М. Кузмин — Принцесса (архив)
- 2010 — «Король-Арлекин» — Р. Лотар — Королева Гертруда
- 2011 — «Коварство и любовь» — Ф. Шиллер — Леди Мильфорд
- 2012 — «Маскарад Маркиза де Сада» — А. Максимов — Латур (Лакоста)
- 2013 — «Несравненная!» — П. Куилтер — Миссис Вериндер-Гедж
- 2014 — «В начале и в конце времен» — П. Арие — Слава
- 2016 — «И вдруг минувшим летом» — Т. Уильямс — Миссис Винэбл (архив)
- 2017 — «Крылья из пепла» — Д. Форд — Ипполита (архив)
- 2017 — «Мандельштам» — Дон Нигро — Жена Пастернака
- 2019 — «Мелкий бес» — Фёдор Сологуб — Грушина
- 2020 — «Отравленная туника» — Н. Гумилёв — Феодора
- 2021 — «Мертвые души» — Н. Гоголь — Коробочка
- 2022 — «#Люблюнемогу» — О. Никифорова — Женщина
- 2022 — «Масенькие супружеские игры» — Г. Запольская — Лулу
- 2023 — «Во всем виноват театр» — Ж. Кокто — Марго
- 2023 — «Почти смешная история. (Лакейские игры)» — Э. Брагинский — Крутилина

### Роли в других театрах
- 1994 — «Коллекционер» — Д. Фаулз — Миранда, режиссёр — Сергей Виноградов, Театральная компания Сергея Виноградова
- 2001 — «Наш Декамерон» — Э.Радзинский — Женщина, режиссёр — Роман Виктюк, Театральное агентство «Бал Аст»
- 2006 — «Масенькие супружеские преступления» — Г. Запольская — Лулу, Продюсерская фирма «Театр Медиа»

### Фильмография
- 1979 — «Дождь в чужом городе» — Оля
- 1999—2000 — «Простые истины» — Людмила Васильевна, мама Бурундукова
- 2001 — «Ботинки из Америки» — Ванда
- 2004 — «Московская сага» — продавщица
- 2008 — «Тяжёлый песок» — Берта Львовна, жена Иосифа Рахленко
- 2008 — «Своя правда» — Анна, врач
- 2008 — «Шальной ангел» — Калина, сокамерница Алёны
- 2010 — «Дочки-матери» — режиссёр